# 1929-es közép-európai kupa
Az 1929-es közép-európai kupa a Közép-európai kupa történetének harmadik kiírása volt. A sorozatban Ausztria, Csehszlovákia, Magyarország és Olaszország képviseltette magát 2-2 csapattal.A csapatok kupa rendszerben 2 mérkőzésen döntötték el a továbbjutást. Ha az összesítésben ugyanannyi gólt szereztek a csapatok a párharcokban, akkor egy újabb összecsapáson dőlt el a továbbjutó kiléte.
A kupát az Újpest FC nyerte el, története során első alkalommal.

## Negyeddöntő
| 1. csapat       | Össz. | 2. csapat       | 1. mérk. | 2. mérk. |
| --------------- | ----- | --------------- | -------- | -------- |
| Újpest FC       | 6–3   | AC Sparta Praha | 6–1      | 0–2      |
| MTK Budapest FC | 2–6   | First Vienna FC | 1–4      | 1–2      |
| SK Rapid Wien   | 5–1   | Genoa CFC       | 5–1      | 0–0      |
| Juventus FC     | 1–3   | SK Slavia Praha | 1–0      | 0–3      |

## Elődöntő
| 1. csapat       | Össz. | 2. csapat       | 1. mérk. | 2. mérk. |
| --------------- | ----- | --------------- | -------- | -------- |
| First Vienna FC | 5–6   | SK Slavia Praha | 3–2      | 2–4      |
| Újpest FC       | 4–41  | SK Rapid Wien   | 2–1      | 2–3      |

- 1 Mivel az összesített eredmény 4–4 lett, a szabályok értelmében újrajátszást (3. mérkőzést) rendeltek el, amit az Újpest 3–1-re nyert meg.

## Döntő
| 1. csapat | Össz. | 2. csapat       | 1. mérk. | 2. mérk. |
| --------- | ----- | --------------- | -------- | -------- |
| Újpest FC | 7–3   | SK Slavia Praha | 5–1      | 2–2      |

### 1. mérkőzés
| 1929. november 3. |

| Újpest                                         | 5–1   | Slavia Praha |
| ---------------------------------------------- | ----- | ------------ |
| Spitz 42' 69' Avar 60' Ströck 67' P. Szabó 80' | (1–1) | Puč 44'      |

| Hungária úti stadion, Budapest Nézőszám: 20 000 Játékvezető: Erwin Braun (osztrák) |

| ÚJPEST:      |  |                 |
|              |  |                 |
| GK           |  | Aknai János     |
| DF           |  | Kővágó Károly   |
| DF           |  | Fogl József     |
| MF           |  | Borsányi Ferenc |
| MF           |  | Víg János       |
| FW           |  | Mészáros István |
| FW           |  | Ströck Albert   |
| FW           |  | Avar István     |
| FW           |  | Köves János     |
| FW           |  | Spitz Illés     |
| FW           |  | P. Szabó Gábor  |
| Vezetőedző:  |  |                 |
| Bányai Lajos |  |                 |

| SLAVIA PRAHA: |  |                    |
|               |  |                    |
| GK            |  | František Plánička |
| DF            |  | Ladislav Ženíšek   |
| DF            |  | Antonín Novák      |
| DF            |  | Karel Čipera       |
| MF            |  | Antonín Vodička    |
| MF            |  | Josef Pleticha     |
| FW            |  | František Junek    |
| FW            |  | Bohumil Joska      |
| FW            |  | František Svoboda  |
| FW            |  | Antonín Puč        |
| FW            |  | Josef Kratochvíl   |
| Vezetőedző:   |  |                    |
| Johnny Madden |  |                    |

### 2. mérkőzés
| 1929. november 17. 14:15 |

| Slavia Praha                        | 2–2   | Újpest                |
| ----------------------------------- | ----- | --------------------- |
| Junek 27' Kratochvíl 57' (11-esből) | (2–0) | P. Szabó 84' Avar 86' |

| Stadion Slavie Praha na Letné, Prága Nézőszám: 22 000 Játékvezető: Erwin Braun (osztrák) |

| SLAVIA PRAHA: |  |                    |
|               |  |                    |
| GK            |  | František Plánička |
| DF            |  | Ladislav Ženíšek   |
| DF            |  | Antonín Novák      |
| DF            |  | Karel Čipera       |
| MF            |  | Antonín Vodička    |
| MF            |  | Josef Pleticha     |
| FW            |  | František Junek    |
| FW            |  | Bohumil Joska      |
| FW            |  | František Svoboda  |
| FW            |  | Antonín Puč        |
| FW            |  | Josef Kratochvíl   |
| Vezetőedző:   |  |                    |
| Johnny Madden |  |                    |

| ÚJPEST:      |  |                 |
|              |  |                 |
| GK           |  | Aknai János     |
| DF           |  | Kővágó Károly   |
| DF           |  | Fogl József     |
| MF           |  | Borsányi Ferenc |
| MF           |  | Víg János       |
| FW           |  | Mészáros István |
| FW           |  | Ströck Albert   |
| FW           |  | Avar István     |
| FW           |  | Köves János     |
| FW           |  | Spitz Illés     |
| FW           |  | P. Szabó Gábor  |
| Vezetőedző:  |  |                 |
| Bányai Lajos |  |                 |